# Ярт, Антуан
Антуан Ярт (фр. Antoine Yart), известен также как аббат Ярт (фр. l’abbé Yart); 5 декабря 1709, Руан — 1791, коммуна Соссэ-ля-Кампань — французский священник, поэт, прозаик, литературный критик и переводчик.

## Биография
Приходской священник из Сен-Мартен-дю-Вивье, затем — Соссэ-ля-Кампань, аббат Ярт был весьма образованным человеком, посвящавшим своё свободное время трудам в области литературы, поэзии и публицистики. Плодовитый писатель, поэт и переводчик, он, наряду со своими друзьями Фонтенелем и Ле Корнье де Сидвилем, стал одним из основателей Руанской академии. Член аграрного общества Руана, Академий в Кане и Лионе, он также занимал пост королевского цензора.
Сохранилось большое число воспоминаний, басен, писем и од, прочитанных или посланных аббатом в адрес научных обществ, членом которых он состоял. Как переводчик, он среди первых стал знакомить французов с красотой английского языка, публикуя начиная с 1749 снабженные критическим разбором переводы английских поэтов, неизвестных до того французской публике. Именно ему французское общество той эпохи обязано знаниями о поэзии Джонатана Свифта.

## Труды
Помимо своего знаменитого труда, «Идея английской поэзии, или перевод на английский лучших поэтов, которые ещё не появились в нашем языке» (фр. Idée de la poësie angloise, ou traduction des meilleurs poëtes anglois qui n'ont point encore paru dans notre langue; 1749—1756), аббат Ярт издал:
- Воспоминания о городе Руане (фр. Mémoire sur la ville de Rouen; 1751);
- De l’Utilité des Académies (фр.)
- Ce que les savants, les poètes et les riches doivent à la patrie (фр.)
- Диссертация о французской вежливости и вежливости в литературной критике (фр. Dissertation sur la politesse française avec la politesse littéraire dans la critique);
- Диссертация о драматической поэме: Похвала Марку Аврелию (фр. Dissertation sur le poème dramatique: Éloge de Marc-Aurèle)
- Послание к Франклину о моральной философии выпускников (фр. Épître à Franklin sur la philosophie morale des Anciens)
- Анекдоты о Сидвиле и Вольтере" (фр. Anecdotes sur Cideville et Voltaire)
- Mémoire ecclésiastique et politique concernant la translation des fêtes aux dimanches en faveur de la population, 1765.
- Observations sur le sentiment et l’int érêt qui doivent entrer dans les tragédies (Mercure de France, 1742) (фр.);
- Observations sur la comé die (там же, 1743) (фр.);
- Observations sur le Huetiana (там же, 1744) (фр.);
- Observations sur l’usage de la critique (там же, 1744) (фр.)
- и т. д.

Среди поэтических работ этого автора есть оды Guerriers et les Savants (фр.), la Grandeur de Dieu (фр.), l’Univers (фр.) (философская ода), Jeanne Darc (фр.); поэма les Académies (фр.), а также Épître à la solitude (фр.).